# Kung Fu Panda – A harc művészete
A Kung Fu Panda – A harc művészete (eredeti cím: Secrets of the Furious Five) 2008-ban bemutatott amerikai animációs rövidfilm, az ugyanebben az évben megjelent Kung Fu Panda című film folytatása.
A DreamWorks Animation gyártásában jelent meg, eredetileg az első mozifilm DVD-jének mellékleteként, később önállóan is bemutatták. A rövidfilmben Po, a Sárkányharcos mesél harcművész társainak, az Őrjöngő Ötös tagjainak előéletéről. Po jeleneteit számítógépes, míg a visszaemlékezéseket hagyományos animációval alkották meg. Az előző filmből Jack Black (Po), Dustin Hoffman (Shifu mester), David Cross (Daru) és Randall Duk Kim (Oogway mester) tért vissza szinkronszínészként.
Amerikában 2008. november 11-én a Kung Fu Panda DVD-jén jelent meg extraként. Magyarországon 2009. december 26-án mutatta be a TV2.

## Cselekmény
Bevezető
Shifu mester azt a feladatot adja Pónak, hogy tartson egy bevezető kungfu órát egy csapat rendetlenkedő nyuszigyereknek. Po megpróbálja elmagyarázni a kungfu valódi lényegét, mely nem a küzdelem, hanem önmagunk tökéletesítése. Mondanivalója alátámasztásaként elmeséli az Őrjöngő Ötös tagjainak történetét, kiegészítve azzal az öt filozófiai alapelvvel, mellyel azok kiváló harcművészekké váltak.
Sáska
Sáska fiatalon ingerlékeny és türelmetlen harcos volt, gyakran hozott meggondolatlan döntéseket. Rossz szokása miatt krokodilbanditák fogságába esett és kénytelen volt türelmet tanulni. Önmagát halottnak tettetve megtévesztette fogvatartóit és sikerült kiszabadulnia, illetve elsajátítania a türelem erejét.
Vipera
Vipera nagymester lányaként Vipera méregfogak nélkül született. Apja, aki mérgező harapásának köszönhetően tudta megvédelmezni faluját, úgy vélte, lányából sosem lehet hozzá hasonló harcos – Vipera ezért félénk és szégyenlős gyerekként nőtt fel. Egy fesztivál éjjelén a nagymester szembetalálta magát egy gorillabanditával és annak különleges, méregálló páncéljába beletörtek a fogai. Apja szorult helyzetét látva  bátorság lett úrrá a kislányon, kiállt a bandita ellen és szalagokkal előadott táncával legyőzte őt.
Daru
Daru egy kungfu akadémia takarítója volt, míg az iskola legjobb növendéke, Mei Ling arra nem biztatta, jelentkezzen ő is harcosnak. Mivel Daru úgy hitte, véznasága miatt sosem válhat jó kungfuharcossá, idegességében visszakozott a megmérettetéstől a próbán, ismét megalázó helyzetbe kerülve. Egy különösen nehéz akadálypályára véletlenül betévedve azonban felfedezte vékony testalkatának előnyeit, magabiztosság töltötte el és sikeresen átment a teszten.
Tigris
Tigris árvaházban nőtt fel, ahol mindenki szörnyetegnek tartotta őt, mivel nem tudott uralkodni erején. Shifu mester az árvaház vezetőjének kérésére meglátogatta és önfegyelem erejére tanította a lányt. Hamarosan a többi gyerek elkezdett bízni benne és összebarátkoztak vele. Ám ezután sem akarta senki örökbe fogadni, így Shifu mester vállalta el a lány felnevelését, mostohalányává és tanítványává fogadva.
Majom
Majom fiatalkorában folyamatosan megtréfálta faluja többi lakóját, ezért többször megpróbálták elűzni. Ő viszont mindig túljárt az eszükön és a nadrágjuk lehúzásával megalázta támadóit. Oogway mester, aki teknősként nadrág helyett páncélt viselt, legyőzte Majmot, de ezután megmentette egy ledőlő oszloptól. Felismerve Majom mások elfogadása és szeretet iránti vágyát, Oogway beleegyezett, hogy a faluban maradhat – ha ezentúl az együttérzés vezérli tetteit és úgy bánik másokkal, ahogyan ő is szeretné, ha bánnának vele.
Konklúzió
Shifu mester visszatér és meglepetten látja, hogy ismét alábecsülte Po tehetségét. Amikor a nyuszik megkérdezik Pót, milyen volt az első, kungfuval töltött napja, ő visszaemlékezik az összes kínos pillanatára az első filmből. Majd elmosolyodik és magabiztosan csak annyit mond: „Totálisan állat volt!”.

## Szereplők

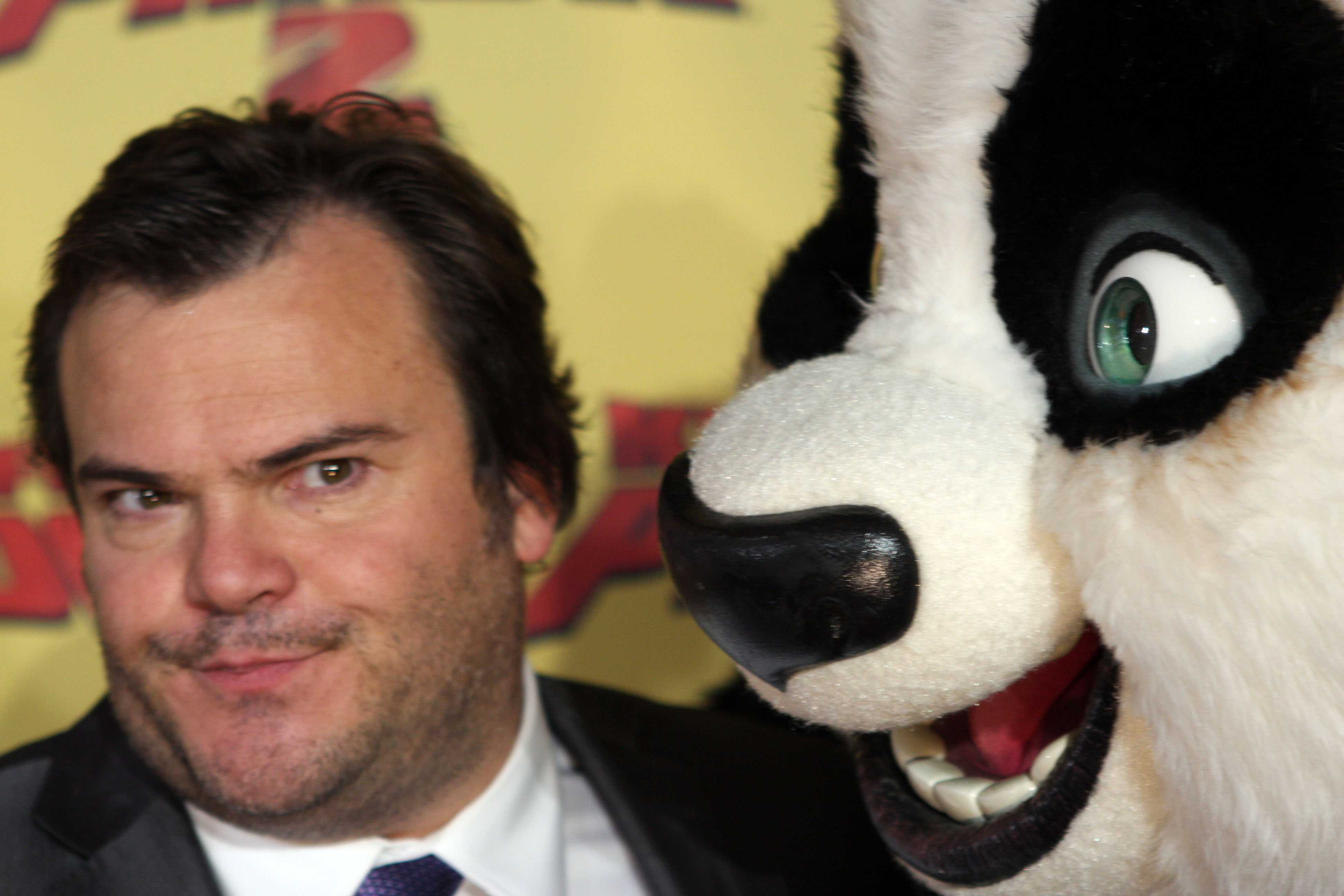
Po eredeti hangját ezúttal is Jack Black kölcsönözte.

| Eredeti hang        | Szerep                           | Magyar hang[forrás?] |
| ------------------- | -------------------------------- | -------------------- |
| Jack Black          | Po                               | Gáspár András        |
| Dustin Hoffman      | Shifu mester                     | Tahi Tóth László     |
| David Cross         | Daru mester                      | Bor László           |
| Randall Duk Kim     | Oogway nagymester                | Versényi László      |
| Jaycee Chan         | Majom mester fiatalon            | Minárovits Péter     |
| Jim Cummings        | oktató                           | Maday Gábor          |
| Jessica DiCicco     | Vipera mester fiatalon           | Molnár Ilona         |
| James Sie           | Vipera mester apja               | Rosta Sándor         |
| John DiMaggio       | krokodilbandita / gorillabandita |                      |
| Carol Kane          | bárány                           | Halász Aranka        |
| Max Koch            | Sáska mester fiatalon            | Szabó Máté           |
| Stephanie Lemelin   | Mei Ling                         | Vadász Bea           |
| Meredith Scott Lynn | Vipera mester anyja              |                      |
| Tara Strong         | Tigris mester fiatalon           |                      |

## Fordítás
- Ez a szócikk részben vagy egészben  a   Secrets of the Furious Five című angol Wikipédia-szócikk fordításán alapul.  Az eredeti cikk szerkesztőit annak laptörténete sorolja fel. Ez a jelzés csupán a megfogalmazás eredetét és a szerzői jogokat jelzi, nem szolgál a cikkben szereplő információk forrásmegjelöléseként.